# 王坊
王坊（1475年—？），字崇賢，浙江台州黃巖縣人，匠籍，明朝政治人物。

## 生平
弘治十七年（1584年）甲子科浙江鄉試第六名舉人。弘治十八年（1505年）中式乙丑科會試第二百九名，三甲第三十一名進士。官尚寶司丞。

## 家族
曾祖王宗民；祖父王秬，州判官封刑部主事；父王弼，知府。母丁氏 （封安人）。重庆下。